# みやじま丸 (2代)
みやじま丸（みやじままる）は、日本国有鉄道（国鉄）鉄道連絡船の宮島連絡船の船舶である。
姉妹船にみせん丸（2代目）がある。同時期に就航した山陽丸は共通設計であり類似しているが、同型船では無い。
ここではみやじま丸、みせん丸を記述する。

## 概略
1964年（昭和39年）12月、みやじま丸が大島航路に転属すると、宮島航路は、五十鈴丸、玉川丸と、3隻のモーターボート（みゆき・みさき・かざし）の運航により便数を確保していた。しかし、五十鈴丸と玉川丸は自動車積載可能であるが、海軍の運搬船を改造したものであり、老朽化が激しかった。そこで、3隻の同一船の建造を計画する。1964年（昭和39年）からの国鉄広島鉄道管理局の連絡船合理化策により、広島鉄道管理局内の航路（宮島・大島・仁掘）で船舶を融通するようになった影響で、1隻はどの航路でも使用可能な船舶とし（山陽丸）、残り2隻を同一型（みやじま丸型）として建造する。
みやじま丸は、みやじま丸型第1船として、みせん丸は、みやじま丸型第2船として、ともに1965年（昭和40年）9月20日に神田造船所で竣工し、同年10月1日より宮島航路に就航する。みやじま丸・みせん丸は外観上の差はほとんどなく、総トン数と速度がわずかに異なるのみである。
みやじま丸はみやじま丸（3代目）の就航により、1978年（昭和53年）9月19日に終航となり売却されたが、現在も三重県に現存している。
みせん丸は大島丸（1976年7月14日に安芸丸に改称）の宮島航路への転属により、1976年（昭和51年）7月24日に終航となり、売却された。

## プロフィール（新造時）
- 総トン数：

117.16t（みやじま丸）
117.22t（みせん丸）
- 全長：23.5m
- 全幅：6.5m
- 定員：250名　　（車積載時は200名）
- 自動車：1台（4m未満）
- エンジン：ディーゼルエンジン　1基　385馬力
- 航海速力：

10.05kt（みやじま丸）
10.04kt（みせん丸）

## その他
宮島航路で「宮島丸」「みやじま丸」の名称の船舶は5隻ある（西暦は宮島航路での就航年）。
宮島丸　個人経営→山陽鉄道　1902年～1905年
みやじま丸（初代）　国鉄　1954年～1964年
みやじま丸（2代目）　国鉄　1965年～1978年
みやじま丸（3代目）　国鉄→JR西日本　1978年～2006年
みやじま丸（4代目）　JR西日本→JR西日本宮島フェリー　　2006年～
宮島丸は山陽鉄道時代に宮島航路での運航を終えているため、歴代のみやじま丸には含まれない。